# Toyota Belta
Der Toyota Belta (in den USA Toyota Yaris Sedan und in Südasien Toyota Vios) ist eine Stufenhecklimousine, die Toyota seit 2006 herstellt. Anfangs war sie eine überarbeitete, sportlichere Version der Modelle Platz und Vitz. Der Belta ging in Japan mit Vierzylindermotoren mit 1,0 l und 1,3 l in den Verkauf und in den USA mit einem 1,5 l-R4.
Vitz und Belta sind auf der gleichen Plattform aufgebaut. Der Vitz (Yaris) wurde allerdings in den europäischen Designstudios von Toyota entworfen, während der Belta in Japan konstruiert wurde. Die auslaufenden Modelle Vitz und Platz sehen ähnlich aus (nur die Front, die Beleuchtung, die hinteren Türen und die Karosserieteile hinter den B-Säulen sind nicht gleich), während der Vitz und der Belta subtilere Gemeinsamkeiten aufweisen. Sie haben ähnliche, aber nicht gleiche Armaturenbretter und komplett verschiedene Komponenten. Nur Fahrgestell und Antrieb sind gleich. Die Karosserien unterscheiden sich völlig. Der Belta ist größer als die vorhergehende Generation kleiner Toyotas; sein Innenraum ist größer als der des Corolla (2001–2008).
Die zweite Generation, die 2021 vorgestellt wurde, ist baugleich zum Suzuki Ciaz.

## 1. Generation (2006–2016)
Die kanadische Version des Yaris Sedan, die einfach Yaris heißt, basiert auf dem US-amerikanischen Yaris S mit Leistungs- und Allwetterpaketen, aber mit serienmäßigen 14”-Felgen. Die Sonderausstattungspakete heißen B, C, D und Aero. B bietet 15’’-Felgen mit Allwetterreifen, Chromverzierungen auf dem Kofferraumdeckel, Schmutzfänger vorne und hinten, Türgriffe in Wagenfarbe, schwarze Fensterrahmen und elektronische Türschlösser (Keyless Entry). C bietet ABS, eine Klimaanlage, elektrische Fensterheber und elektrisch verstellbare Außenspiegel, die zudem in Wagenfarbe lackiert sind. D bietet vier Seitenairbags. Das Aero-Paket fügt absperrbare Alufelgen, einen Heckspoiler und ein Karosseriepaket hinzu, ist aber nicht mit Seitenairbags und Klimaanlage erhältlich. Das kanadische Modell hat keine Zweifarbenlackierung, die metallisch aussehenden Kunststoffverzierungen an den Türen und die neuen Betätigungselemente für die Stereoanlage, die sich bei den japanischen und US-amerikanischen Modellen finden. Toyota versucht aber, die Ausstattung auf allen Märkten der Welt zu standardisieren.
Der US-amerikanische Yaris Sedan ähnelt dem kanadischen Modell, unterscheidet sich aber in der Ausstattung. Die Ausstattungspakete der kanadischen Schräghecklimousine namens CE, LE, und RS heißen in den USA Convenience, Power und All Weather Guard. Den Yaris Sedan gibt es auch als Yaris S, bei dem diese Pakete bereits serienmäßig integriert sind. Das Power-Paket beinhaltet Alufelgen. Seitenairbags gibt es nur gegen Aufpreis.
Der Yaris / Belta, Modell 2007, verbraucht außerorts 6 l / 100 km und innerorts 7 l / 100 km und besitzt 42 l Tankinhalt.
2009 wurde der Yaris Sedan überarbeitet und bekam einen neuen Kühlergrill, neue Radabdeckungen, neue Polsterstoffe, Lederapplikationen an Lenkrad und Schaltknauf, ein Satellitenradio und serienmäßig Seitenairbags und ABS.

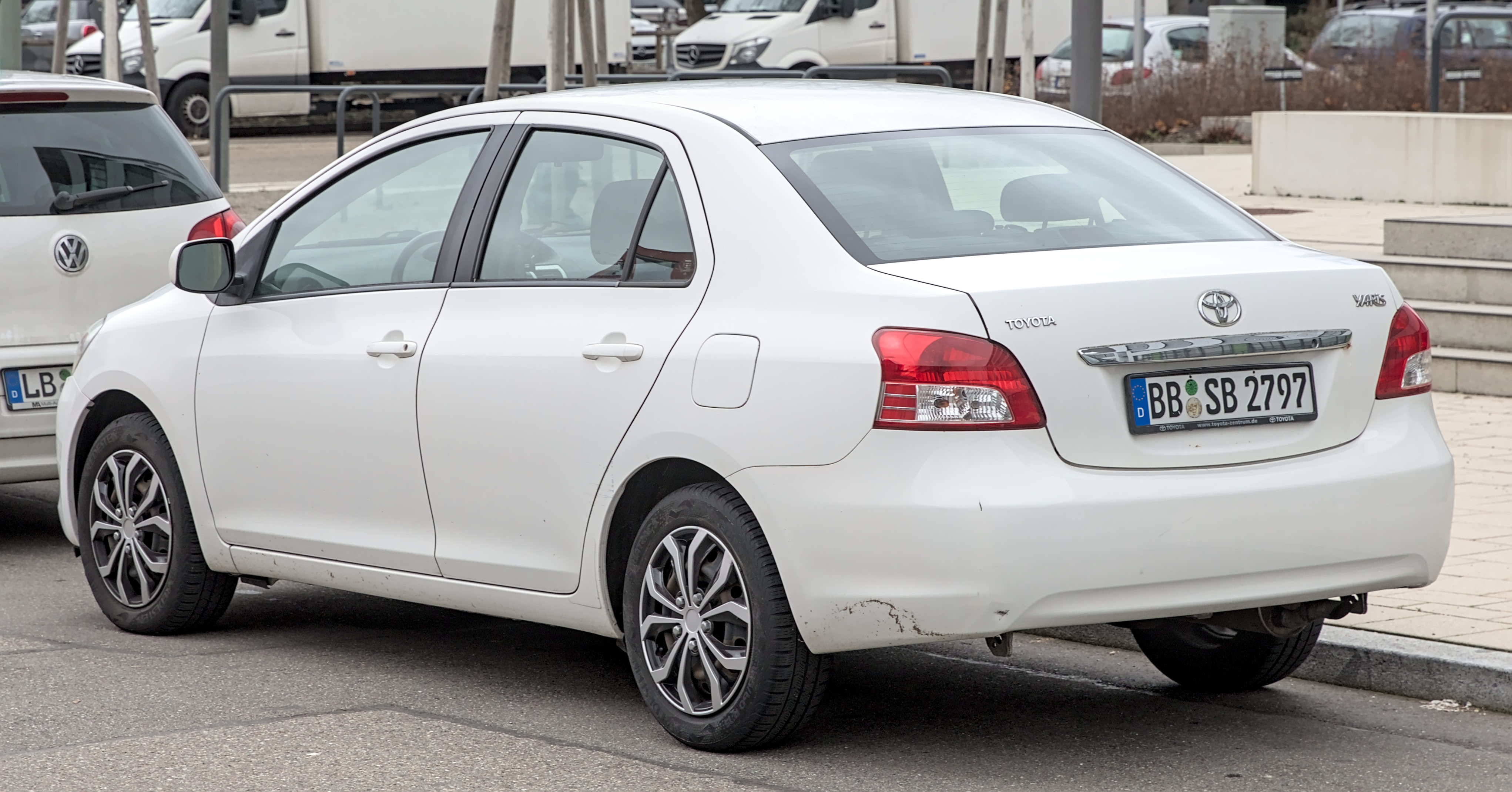
Heckansicht
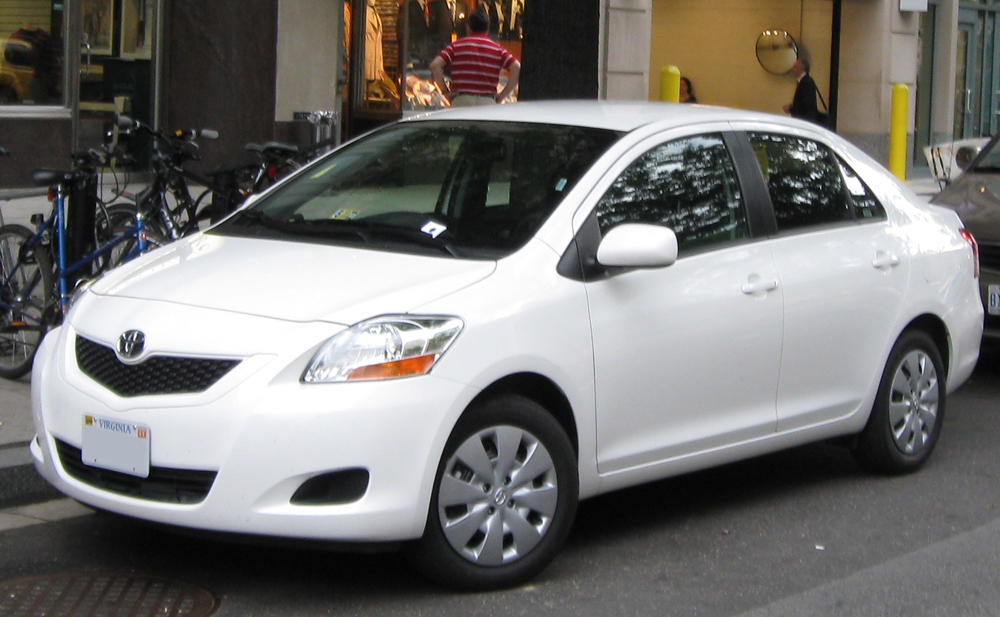
Toyota Yaris Sedan (2009–2012)
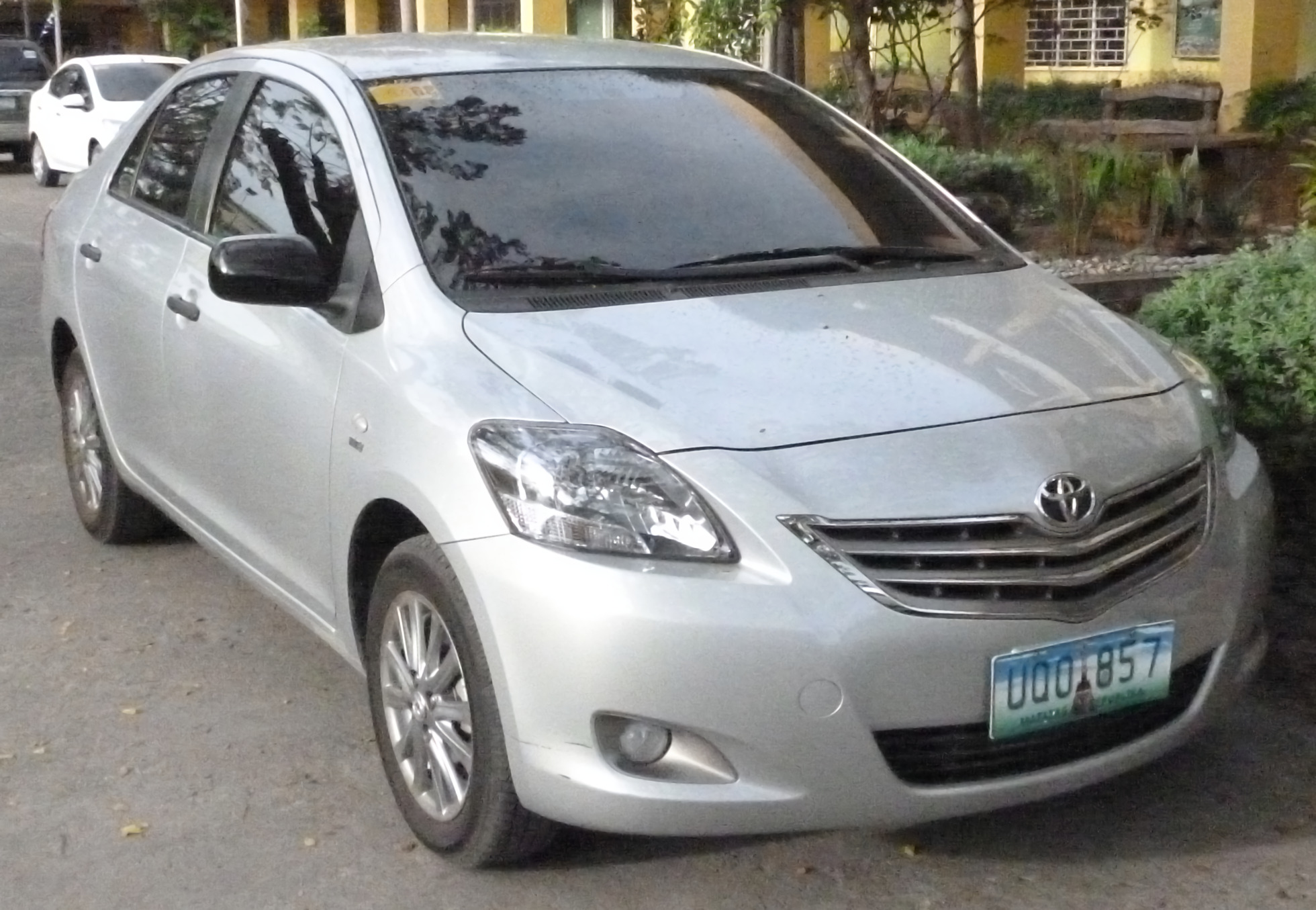
Toyota Vios (2012–2016)

### Sicherheitsaspekte
Die serienmäßige Sicherheitsausstattung umfasst Airbags, Gurtstraffer vorne und Kopfstützen auf allen Sitzplätzen. Seitenairbags und ABS sind bei den 2007er/2008er-Modellen nur gegen Aufpreis zu bekommen. Ab 2009 gab es die Seitenairbags und das ABS serienmäßig. ESP war nicht verfügbar.
Laut dem Insurance Institute for Highway Safety (IIHS) bekam der Yaris Sedan die Beurteilung „gut“ beim Frontalcrash, „gut“ beim Seitenaufprall bei Modellen mit Seitenairbags und „mangelhaft“ beim Seitenaufprall bei Modellen ohne Seitenairbags.

### Auszeichnungen
- Auto des Jahres 2007, "Mil Autos" Magazin, Chile.

## 2. Generation (seit 2021)

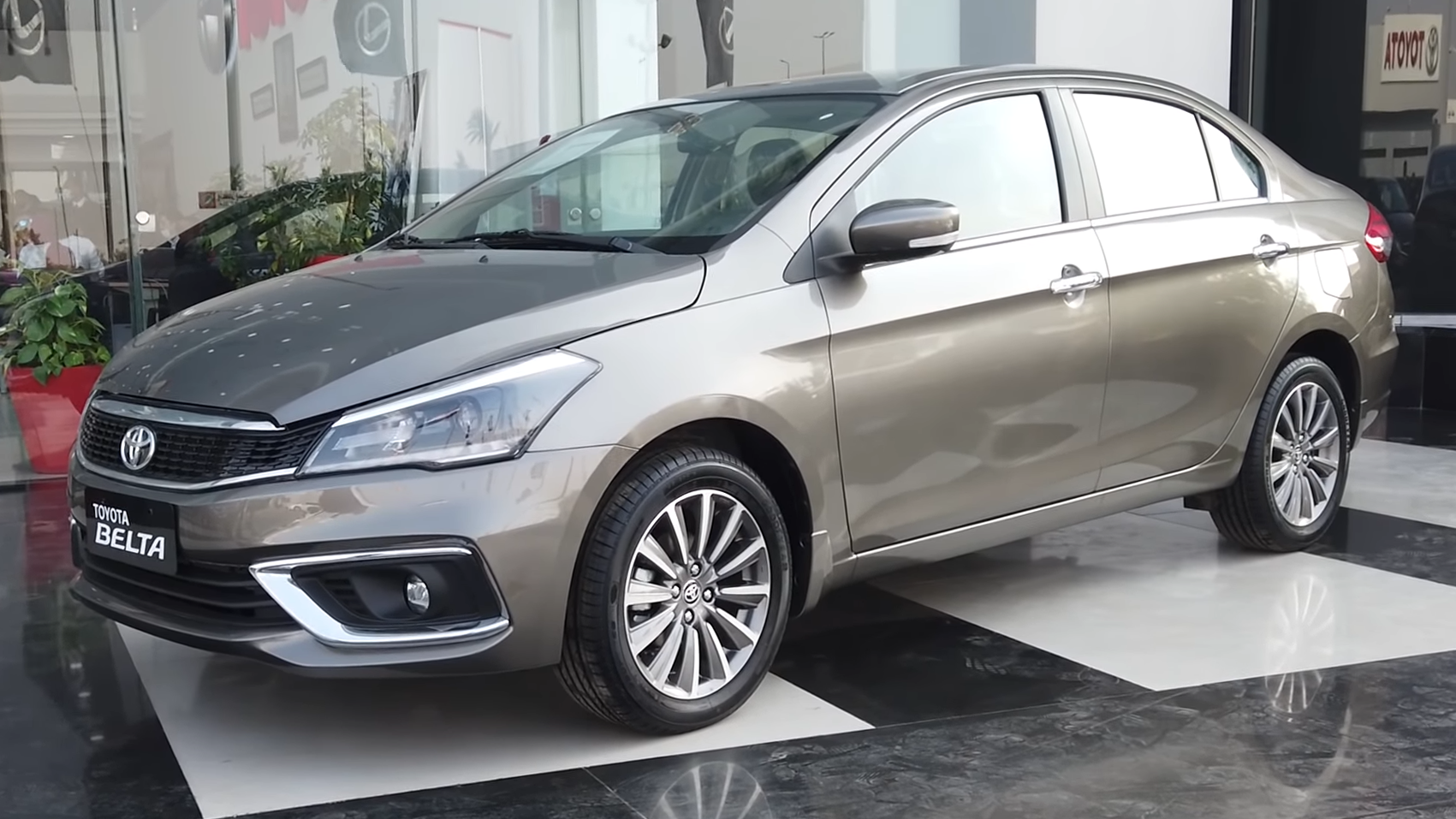
Toyota Belta (seit 2021)

2017 beschlossen Toyota und Suzuki eine Partnerschaft. Dabei ist der Plan, dass Suzuki-Modelle auf Toyota-Basis in Europa angeboten werden (Suzuki Across, Suzuki Swace). Im Gegenzug entwickelt Suzuki für Indien und Afrika Fahrzeuge, die dann auch als Toyota vermarktet werden. Auf Basis des Suzuki Ciaz präsentierte Toyota im November 2021 einen neuen Belta. Angetrieben wird er von einem 77 kW (105 PS) starken 1,5-Liter-Ottomotor.